# گروه ونگارد
گروه ونگارد (انگلیسی: The Vanguard Group) شرکت سرمایه‌گذاری آمریکایی است، که در زمینه مدیریت سرمایه‌گذاری، مدیریت صندوق‌های سرمایه‌گذاری مشترک، صندوق‌های قابل معامله در بورس و صندوق‌های سرمایه‌گذاری مبتنی بر شاخص، همچنین ارائه خدمات بنگاه‌های کارگزاری و مدیریت دارایی فعالیت می‌کند.
شرکت ونگارد در سال ۱۹۷۵ توسط جان سی. باگل، بعنوان نخستین صندوق سرمایه‌گذاری مبتنی بر شاخص تأسیس شد و در حال حاضر با دارایی تحت مدیریت ۵ تریلیون دلار، مالک بزرگترین صندوق سرمایه‌گذاری مشترک و نیز مالک دومین صندوق قابل معامله در بورس در جهان است. دفتر مرکزی این شرکت در شهر مالورن، پنسیلوانیا قرار دارد.